# Michał Pac (generał)
Michał Pac herbu Gozdawa (ur. 30 września 1754 w Kownie - zm. 29 stycznia 1800 w Mycie) – generał major armii Wielkiego Księstwa Litewskiego od 1783 roku, starosta kowieński i borciański, poseł na sejm, komisarz Komisji Porządkowej Cywilno-Wojskowej województwa trockiego powiatu kowieńskiego w 1790 roku.
Był synem Antoniego Michała, kształcił się w kolegium w Mohylewie. Mając sześć lat w 1760 matka wyrobiła mu u kuzyna Michała Radziwiłła, hetmana wielkiego litewskiego patent na chorążego w jego regimencie. Po pierwszym rozbiorze, jako jeden z nielicznych, nie złożył przysięgi z dóbr swych zagarniętych przez Rosję, tracąc posiadłości w tym zaborze. W 1774monarcha wynagrodził go za ten patriotyczny odruch stopniem kapitana buławy wielkiej wojsk litewskich, a w kilka lat później szarżą pułkownika pieszego pułku grenadierów. Na przełomie lat 1774- 1775 odbył Pac podróż po Europie zachodniej, zatrzymując się czas dłuższy w Amsterdamie. Za drugim tam pobytem w listopadzie 1775 poślubił w Utrechcie Ludwikę Tyzenhauzówną. Małżeństwo skończyło się rozwodem. Para miała dwoje dzieci syna generała Ludwika Michała. i córkę Zofię Aleksandrę żonę Feliksa Potockiego.
Poseł na sejm 1776 roku z powiatu grodzieńskiego. 26 września 1778 otrzymał starostwo sądowe powiatu kowieńskiego i urząd ten sprawował do upadku Polski. W 11 września 1781 dostał Order Św. Stanisława, a w listopadzie 1783 stopień generał-majora wojsk litewskich. Pac dziedziczył w powiecie kowieńskim Jezno ze wspaniałą rezydencją, Hołowczyn i Kniażyce koło Mohylewa. 7 marca 1776 matka scedowała mu starostwo niegrodowe borciańskie w powiecie lidzkim.
Został pochowany w katakumbach kościoła św. Michała Archanioła  w Jeznie. Jego epitafium (warsztat Antonio Canovy ?) pochodzące z kaplicy pałacu w Dowspudzie znajduje się obecnie w kościele w Raczkach.

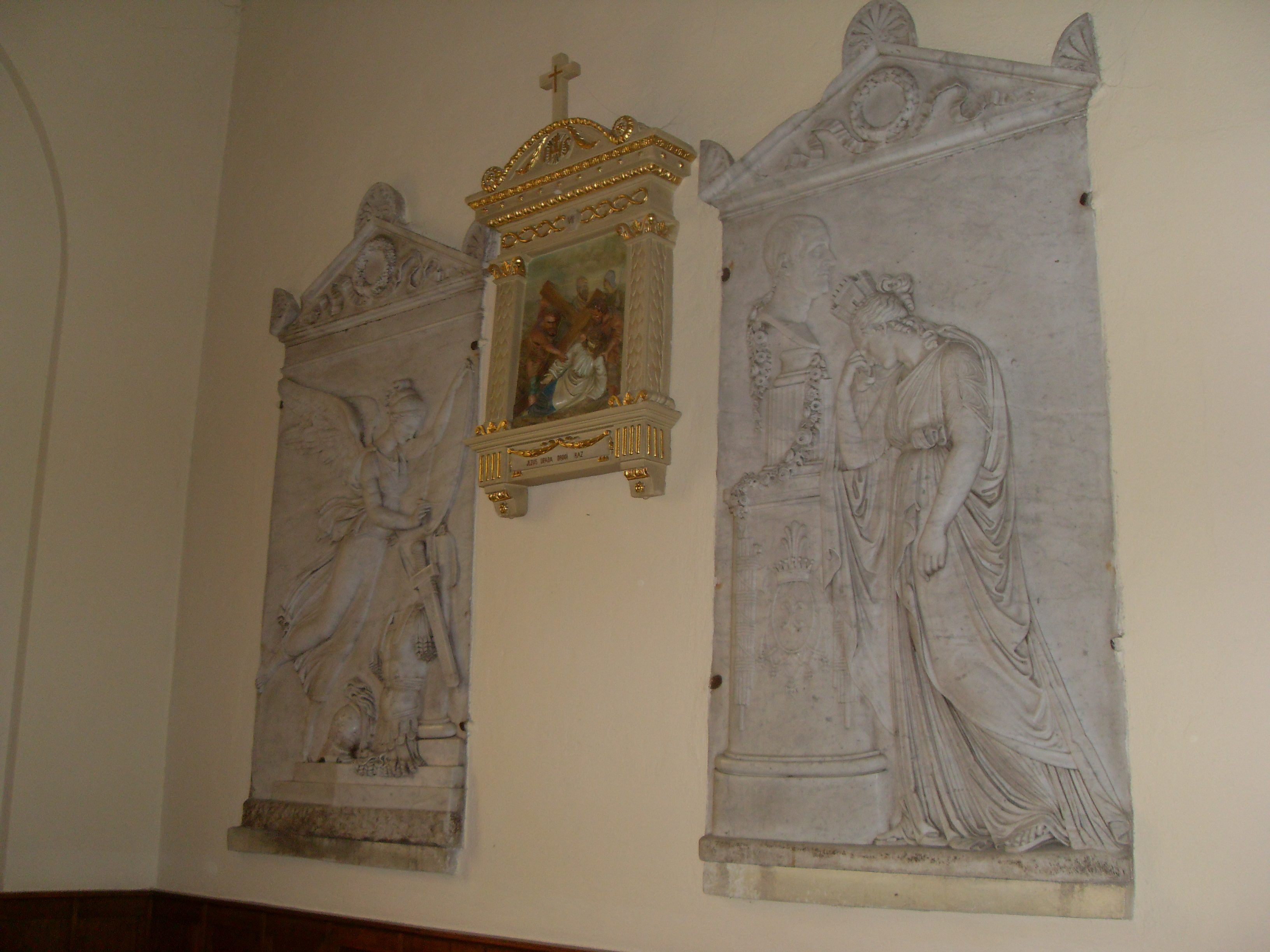
Epitafium Michała Paca - kościół w Raczkach
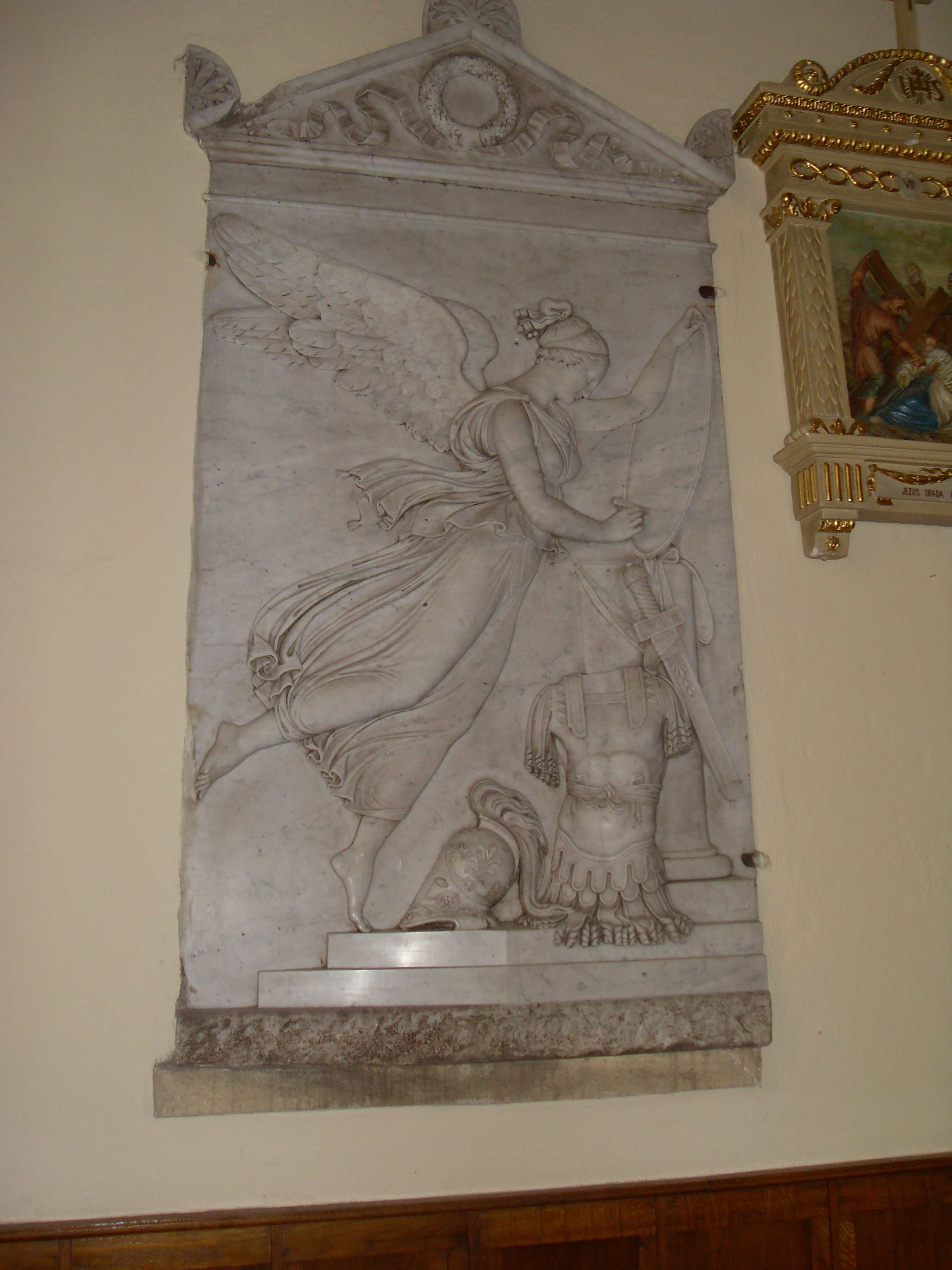
Epitafium Michała Paca - kościół w Raczkach (fragment)
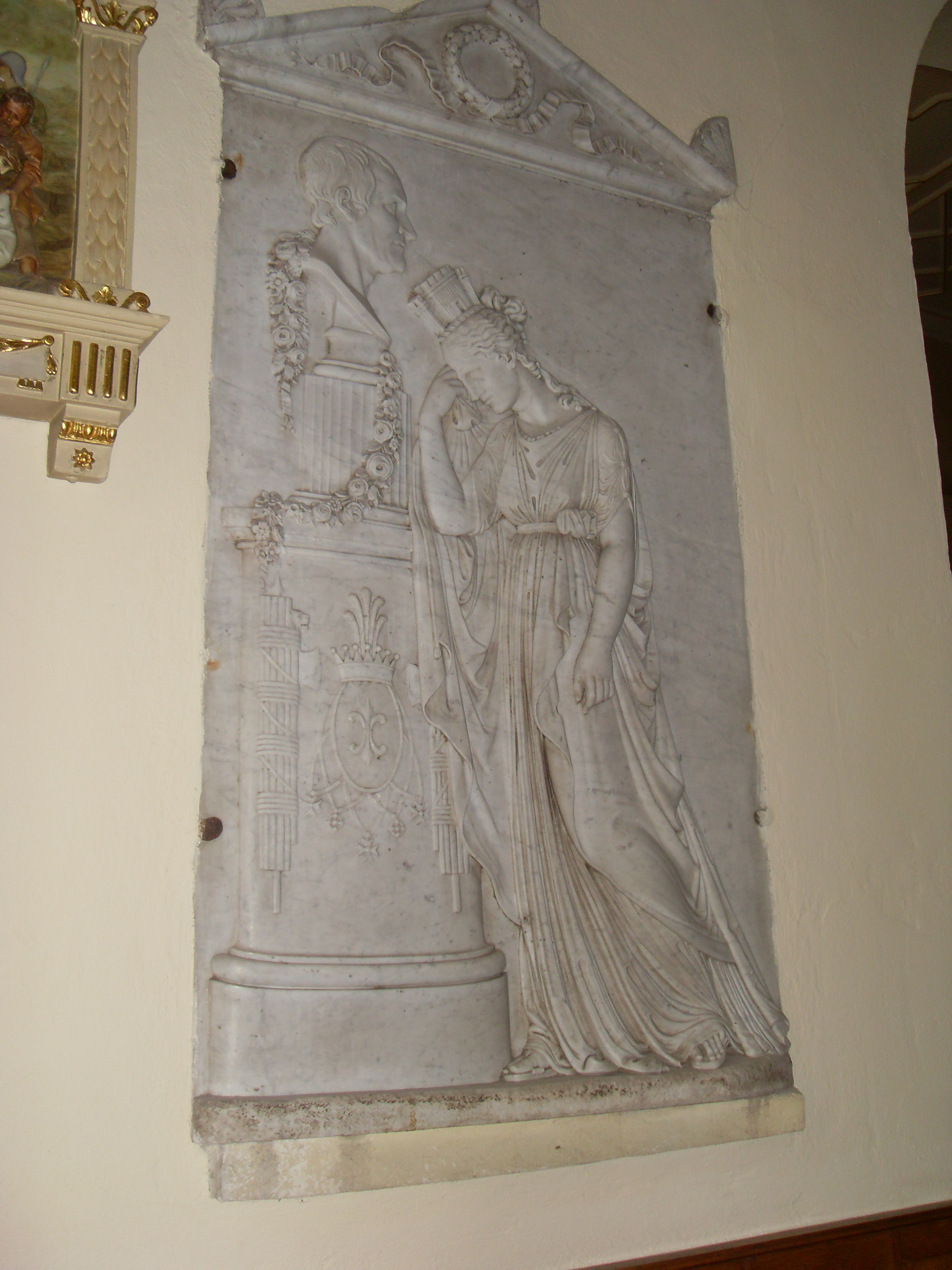
Epitafium Michała Paca - kościół w Raczkach (fragment)